# Otec
Otec (Отец) è un film del 2007 diretto da Ivan Ivanovič Solovov.

## Trama
La guerra è finita, ma Aleksej Ivanov è ancora spaventato. Ha paura che i suoi figli e la moglie lo abbiano dimenticato. Altrettanto allarmante è la ragazza Maša, che torna a casa dai suoi parenti. E all'improvviso si incontrano sul treno.